# Liga Nacional de Voleibol Feminino de 1988–89
A Liga Nacional de Voleibol Feminino de 1988-89, foi a primeira edição da competição nacional de clubes  com esta nomenclatura, representou também a décima primeira edição do Campeonato Brasileiro de Clubes de Voleibol, cujo torneio foi realizado entre 1988 a março de 1989 por equipes representando seis estados.

## Participantes
Superbrasgás, Rio de Janeiro/RJ

 Pirelli, Santo André/SP

 Sadia, São Paulo/SP

 Lufkin, Rio de Janeiro )/RJ

## Terceiro lugar
| 11 de março de 1989 | Supergasbras | 3 — 1                   | Pirelli    | Rio de Janeiro |
| 11 de março de 1989 | 15 12 15     | Set 1 Set 2 Set 3 Set 4 | 11 15 13 8 | Rio de Janeiro |

## Final

### Primeira partida
| 11 de março de 1989 | Lufkin  | 1 — 3                   | Sadia    | Rio de Janeiro |
| 11 de março de 1989 | 16 15 9 | Set 1 Set 2 Set 3 Set 4 | 14 17 15 | Rio de Janeiro |

### Segunda partida
| março de 1989 | Sadia | 0 — 0             | Lufkin | São Paulo |
| março de 1989 | 0     | Set 1 Set 2 Set 3 | 0      | São Paulo |

### Terceira partida
| março de 1989 | Sadia | 0 — 0             | Lufkin | São Paulo |
| março de 1989 | 0     | Set 1 Set 2 Set 3 | 0      | São Paulo |

### Quarta partida
| 25 de março de 1989 14:00 RelatórioAQ | Lufkin | 0 — 3             | Sadia | Ginásio do Tijuca Tênis Clube, Rio de Janeiro |
| 25 de março de 1989 14:00 RelatórioAQ | 0      | Set 1 Set 2 Set 3 | 0     | Ginásio do Tijuca Tênis Clube, Rio de Janeiro |